# Oxyde de curium(III)
Pour les articles homonymes, voir Oxyde de curium.
L'oxyde de curium(III), encore appelé sequioxyde de curium voire trioxyde de dicurium, est un composé chimique de formule Cm2O3. C'est un solide cristallin incolore légèrement brunâtre insoluble dans l'eau.
Il se forme par décomposition thermique de l'oxyde de curium(IV) CmO2 à 600 °C sous vide (~ 10 mPa) :
4 CmO2 → 2 Cm2O3 + O2
On l'obtient également par réduction de l'oxyde de curium(IV) à l'hydrogène H2 :
2 CmO2 + H2 → Cm2O3 + H2O
La radioactivité α des isotopes 242Cm et 244Cm sous forme de Cm2O3 a été proposée comme source d'énergie pour générateurs thermoélectriques à radioisotope alimentant notamment les sondes spatiales, ces radioisotopes fournissant respectivement une puissance spécifique de 98 et 2,27 kW/kg (masse de Cm2O3).